# Lernaeenicus ramosus
Lernaeenicus ramosus is een eenoogkreeftjessoort uit de familie van de Pennellidae. De wetenschappelijke naam van de soort is voor het eerst geldig gepubliceerd in 1956 door Kirtisinghe.